# Bostancık
Bostancık (kurd. Gulort oder Glort) ist ein Dorf im Landkreis Yüksekova der türkischen Provinz Hakkâri. Bostancık liegt in Ostanatolien auf 1950 m über dem Meeresspiegel, ca. 31 km südwestlich von Yüksekova.
Der ursprüngliche Name der Ortschaft lautet Golurt oder Kulurt.  Der Name Golurt ist beim Katasteramt registriert. Kulurt wurde bei den Volkszählungen von 1975 und 1980 als Alternativbezeichnung verwendet.
1985 lebten 691 Menschen in Bostancık. In den 1990er Jahren flohen mehrere Hundert Bewohner vor den Kämpfen zwischen Sicherheitskräften und der PKK und verließen das Dorf. 2009 hatte die Ortschaft 162 Einwohner. Zu Bostancık gehören die Weiler Basora, Koçan, Mezre und Zezan.